# Ferdinand Gottlieb von Gmelin
Ferdinand Gottlieb (eller Gottlob) von Gmelin född den 10 mars 1782 i Tübingen, död den 21 december 1848 i Tübingen, var en tysk mediciner, naturhistoriker, kemist och forskningsresande, brorson till Samuel Gottlieb Gmelin.
Ferdinand Gottlob von Gmelin studerade i Tübingen, där han 1805 blev professor i naturhistoria och medicin. 
1823 fick han riddarkorset av den württembergska kronorden.